# Walther Darré
Walther Darré, född den 14 juli 1895 i Belgrano, Buenos Aires, död den 5 september 1953 i München, var en tysk agronom, nationalsocialistisk politiker och SS-Obergruppenführer. Han var tysk jordbruksminister 1933–1942 och chef för Centralbyrån för ras och bosättning (RuSHA) 1931–1938.

## Biografi
Walther Darré var son till den tyske köpmannen Richard Oscar Darré (1854–1929) och dennes svensk-tyska hustru Emilia Berta Eleonore, född Lagergren (1872–1936).
Darré anmälde sig som krigsfrivillig och stred i första världskriget. Efter slaget vid Somme år 1916 dekorerades han med Järnkorset av andra klassen. Darré utbildade sig till agronom och anslöt sig jordbruksföreningen Artamanerna (Bund Artam) inom völkisch-rörelsen. Artamanerna fann stor inspiration i ruralismen inom idéströmningen Blut und Boden. Darré kom under andra hälften av 1920-talet att verka vid de preussiska och tyska jordbruksministerierna. Han blev 1930 medlem i NSDAP och avancerade snabbt till chef för partiets Agrarpolitischer Apparat, jordbruksbyrån, och senare till chef för Centralbyrån för ras och bosättning. I samband med Adolf Hitlers maktövertagande i januari 1933 utnämndes Darré till Reichsbauernführer (Riksbondeledare) och jordbruksminister. I egenskap av Riksbondeledare var Darré även ledare för Reichsnährstand (Riksnäringsståndet). Som försörjningsminister hade han år 1942 spelat ut sin roll och avskedades från regeringen. Vid Ministerierättegången i Nürnberg 1948–1949 dömdes Darré till sju års fängelse, men frisläpptes redan 1950.

## Ideolog och politiker
Darré myntade begreppet Blut und Boden och använde ständigt begreppet "Lebensraum" för kolonisering av Östeuropa.  Han var en av dess främste företrädare. Blod- och jordideologin, som han sammanfattade i sina böcker, bland annat Das Bauerntum als Lebensquell der Nordischen Rasse, Bondeståndet som den nordiska rasens livskälla, där bondeståndet beskrivs som "huvudbäraren av den folkliga arvshälsan, folkets föryngringskälla, ryggraden av dess värnkraft". I Neuadel aus Blut und Boden, Nyadel av blod och jord, skisserar Darré ett elitistiskt och hierarkiskt samhälle styrt av en ny adel utmärkt av "rasligt och arvsfriskt bra blod", ett samhälle där var och en skulle klassificeras efter sina rasegenskaper, där kvinnans plats skulle vara i hemmet och där staten skulle avgöra varje individs rätt att gifta sig och alstra avkomma.
I egenskap av jordbruksminister tillkännagav Darré år 1934:
| ” | Varken furstar eller kyrkan eller städerna har skapat den tyske mannen. Den tyske mannen uppstod ur de tyska bönderna... [D]e tyska bönderna förstod att med en ojämförlig uthållighet bevara sin unika karaktär och försvara sina sedvänjor mot alla försök att utplåna dem... Man kan säga att ett folks blod söker sig djupt ned i fosterlandets jord genom sina jordegendomar, varifrån detta folk oavbrutet får den livgivande styrkan som utgör dess särskilda egenart. | „ |

Hitler insåg tidigt betydelsen av Darrés idéer för NSDAP som från början definierade sig som ett arbetarparti och hade försummat bönderna och jordbrukspolitiken. Under Darrés inflytande dämpade partiet den socialistiska retoriken och utvecklades i en mer bondevänlig riktning. Som jordbruksminister – Reichsbauernfürer 1934 – införde Darré skattelättnader för bönder och lagstiftade om så kallade riksarvsgårdar, en lag som förvandlade jordbruk över en viss areal till ett slags fideikommiss, de fick ej säljas utan måste ärvas.
Darré var chef för Centralbyrån för ras och bosättning – Rasse- und Siedlungshauptamte – åren 1931-1938. Han var Heinrich Himmlers rasexpert och ansvarig för den ideologiska skolningen av SS. Som nybliven partimedlem blev han även ledare för NSDAP:s Reichsamt für Agrarpolitik. Hans idéer om Neuadeln var alltför radikala t.om för NSDAP, det hade krävt en revolutionär omdaning av hela det tyska samhället, inbegripet kreditmarknaden och rättssystemet. Han kom därför att avskedas 1942 och fick därefter till huvuduppgift att kolonisera de erövrade områdena i öst med tyska bönder. Han var dock oense med Himmler hur långt ett lämpligt Lebensraum kunde sträcka sig. Darré menade att ett alltför långt gången expansion kunde framkalla nomadisk kosmopolitism och fjärma bosättarna från den tyska moderjorden. Även hans stränga äktenskapsregler väckte missnöje bland SS. Efter kriget gjorde han comeback som förespråkare för biodynamisk odling. 

## Skrifter i urval
- Neuadel aus Blut und Boden (1930)
- Das Schwein als Kriterium für nordische Völker und Semiten (1933)
- Um Blut und Boden (1940)
- Neuordnung unseres Denkens (1942)
- Aufbruch des Bauerntums (1942)
- Zucht als Gebot (1944)

## Utmärkelser
- Järnkorset av andra klassen (1914)
- Hedersärmvinkel (Ehrenwinkel der Alten Kämpfer)
- Ärekorset
- Krigsförtjänstkorset av första klassen med svärd
- Krigsförtjänstkorset av andra klassen med svärd
- NSDAP:s partitecken i guld
- NSDAP:s tjänsteutmärkelse i silver
- SS tjänsteutmärkelse
- SS-Ehrenring (Totenkopfring)